# Sister of Pain
«Sister of Pain» es una canción de Vince Neil. Este fue el sencillo de su álbum debut, Exposed. La canción fue lanzada en 1993.

## Lista de canciones
1. «Sister of Pain»
2. «Blondes (Have More Fun)»
3. «I Wanna Be Sedated»

- Datos: Q7531240